# Rue Mathurin-Brissonneau
La rue Mathurin-Brissonneau est une voie de Nantes, en France.

## Situation et accès
La rue Mathurin-Brissonneau, située dans le quartier Dervallières - Zola, qui relie le quai de la Fosse à la rue de la Brasserie, est bitumée et ouverte à la circulation automobile. Elle rencontre, à l'est, la rue Jules-Vallès et la place René-Bouhier, et longe le square des Combattants-d'Afrique-du-Nord.
Environ au milieu du tracé de la rue, la Chézine passe dans un canal souterrain qui la conduit vers la Loire.

## Origine du nom
La rue rend hommage à Mathurin Brissonneau, industriel nantais, maire de Nantes en 1881.

## Historique
Jusqu'au XVIIIe siècle, la zone où se trouve l'actuelle rue n'était pas urbanisée ; arrosée par la Chézine, se tenait la propriété dite le « pré l'Évesque » ou « pré Levesque ». L'extension vers l'ouest du port de Nantes entraîne la construction d'habitations, notamment à l'ouest de la « rue de Launay » (aujourd'hui rue Charles-Brunellière).
Entre 1719 et 1733, la compagnie des Indes possède un terrain à l'angle du quai de la Fosse et de l'actuelle rue Mathurin-Brissonneau. À cet emplacement, en 1756, un hôtel particulier, l'hôtel Durbé, dont l'entrée est située au no 86 du quai de la Fosse, est construit par l'architecte Pierre Rousseau pour un capitaine de navire,. La façade est inscrite le 7 janvier 1926 à l'inventaire supplémentaire des monuments historiques.
Le sud de la voie a porté le nom de « rue Biaise », car elle formait avec l'actuelle « rue Jules-Vallès » un angle droit en son milieu tandis que la partie nord est baptisée « rue Mathurin-Brissonneau ».
D'abord prolongement au nord, vers la rue de la Brasserie, de la partie ouest de la « rue Biaise » (l'autre partie est aujourd'hui baptisée rue Jules-Vallès), l'appellation « rue Mathurin-Brissonneau » est étendue jusqu'au quai de la Fosse en 1899.

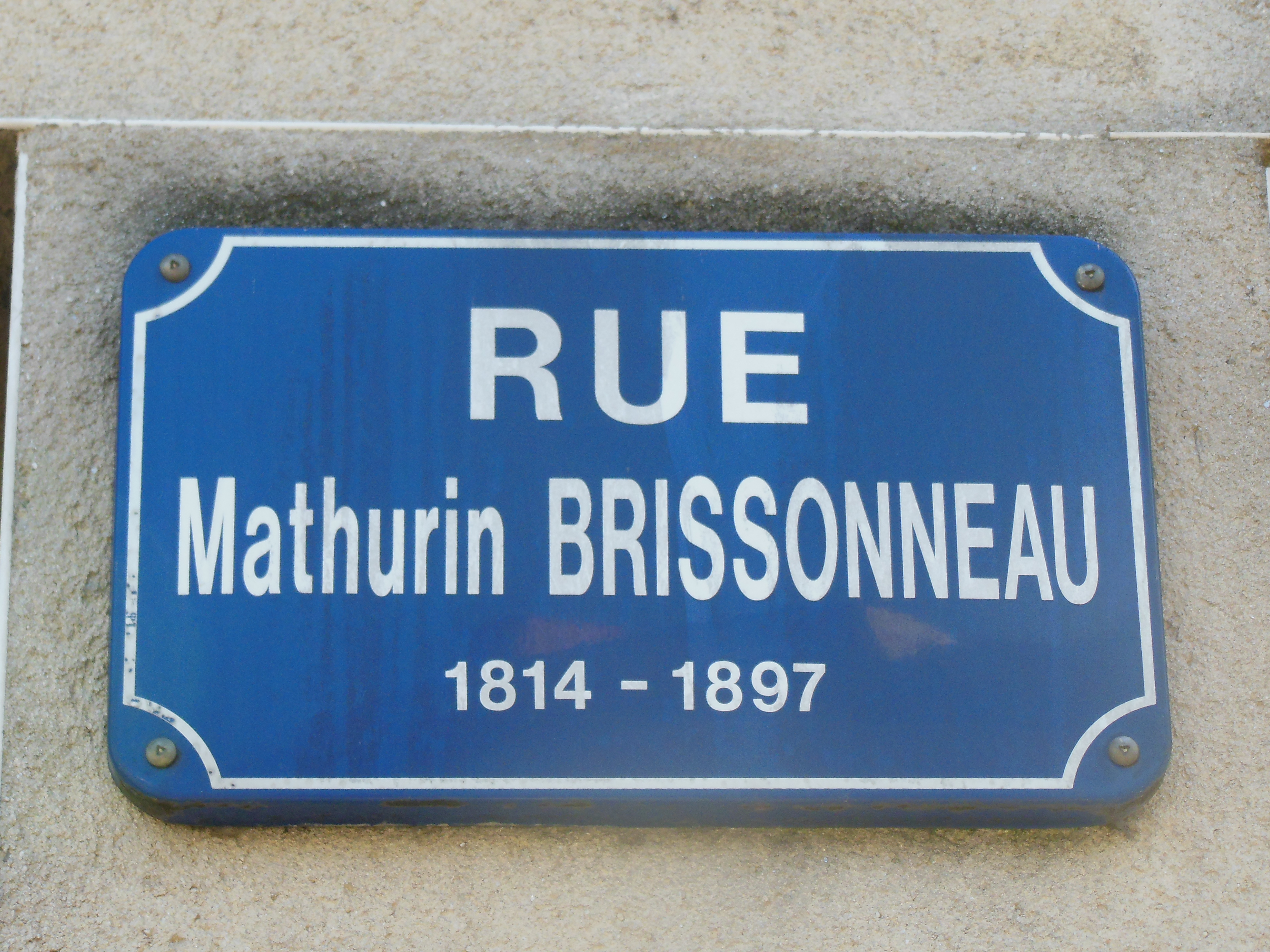
Panneau de la rue.
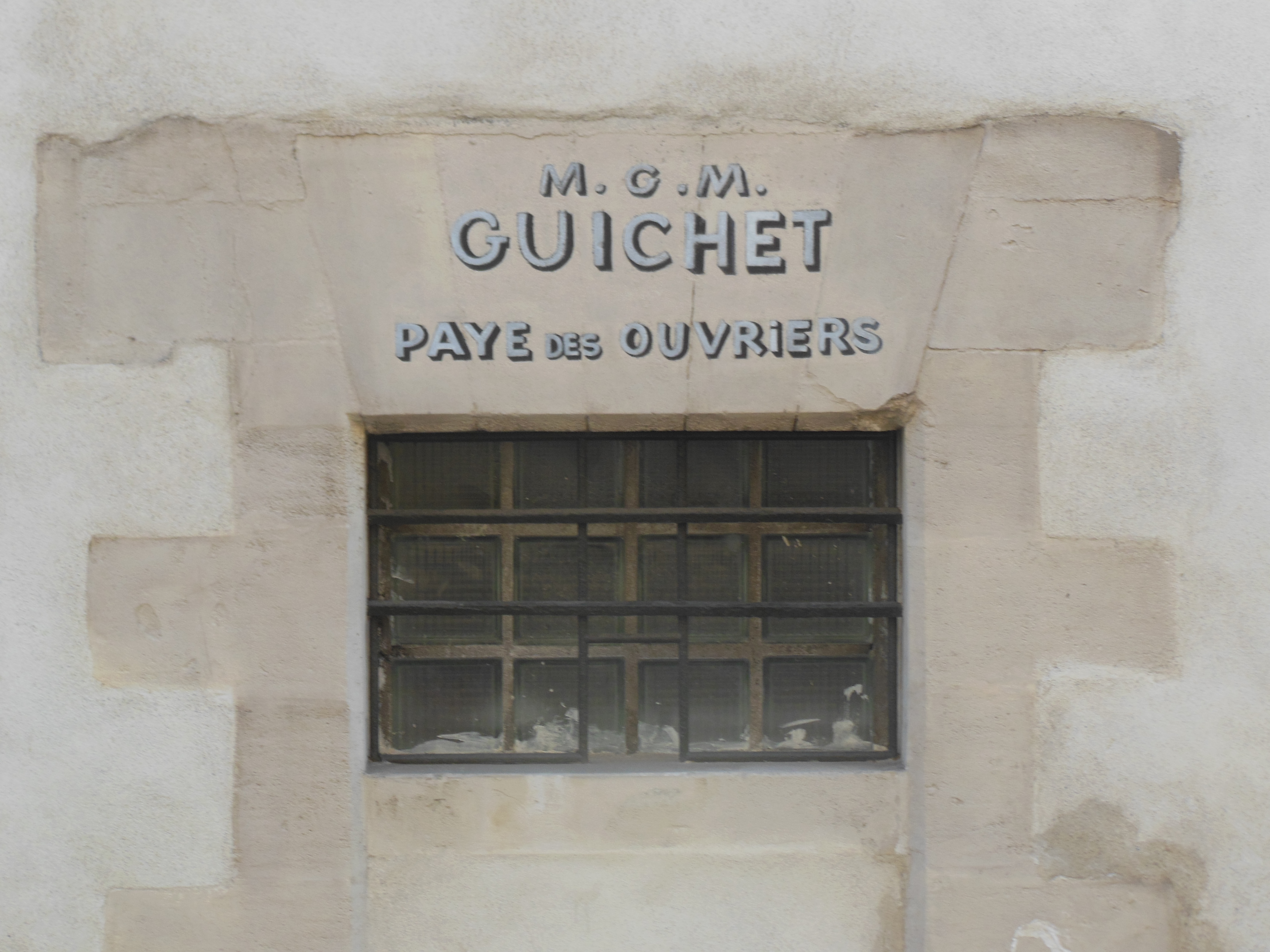
Ancien guichet de paye des ouvriers, proche du quai de la Fosse.